# Боне, Лиза
Лиза Боне (англ. Lisa Bonet; род. 16 ноября 1967, Сан-Франциско, штат Калифорния, США) — американская актриса, наиболее известная по своей роли в ситкоме «Шоу Косби» и его спин-оффе «Другой мир».

## Карьера
Боне наиболее известна по своей роли Дениз Хакстейбл Кендалл в популярном ситкоме «Шоу Косби», где она сыграла роль дочери Билла Косби и Филисии Рашад. Она получила номинацию на Премию «Эмми» за лучшую женскую роль второго плана в комедийном телесериале в 1986 году за свою роль в сериале, а в следующем году покинула его, чтобы сыграть главную роль в его спин-оффе «Другой мир». В том же 1987 году она сыграла главную женскую роль в фильме «Сердце Ангела» с Микки Рурком и получила номинацию на премию «Сатурн». Из-за беременности ей пришлось покинуть «Другой мир» после одного сезона, а в следующем году она вернулась в «Шоу Косби», однако была уволена из него в 1991 году из-за «творческих разногласий».
В последующие годы карьера Боне пошла на спад и она начала сниматься в низкобюджетных теле- и кино- фильмах, исключением из череды которых стала роль в фильме 1998 года «Враг государства» с Уиллом Смитом. В 2000 году она появилась в фильме «Фанатик», а в 2003 в фильме «Байкеры». В 2008—2009 годах она появилась в нескольких эпизодах сериала «Жизнь на Марсе».

## Личная жизнь
В 1987—1993 годы Лиза была замужем за музыкантом и актёром Ленни Кравицом. У бывших супругов есть дочь — актриса Зои Изабелла Кравиц (род. 01.12.1988).
В ноябре 2017 года Лиза вышла замуж во второй раз за актёра Джейсона Момоа, с которым она встречалась 12 лет до их свадьбы. У них есть двое детей — дочь Лола Айолани Момоа (род. 23.07.2007) и сын Накоа-Вулф Манакоапо Намакаха Момоа (род. 15.12.2008). В январе 2022 года пара публично объявила о расставании.

## Фильмография
| Год       |   | Русское название           | Оригинальное название    | Роль                   |
| --------- | - | -------------------------- | ------------------------ | ---------------------- |
| 1983      | с | Сент-Элсвер                | St. Elsewhere            | Carla                  |
| 1985      | с | ABC Специально после школы | ABC Afterschool Specials | Carrie                 |
| 1985      | с | Сказки темной стороны      | Tales from the Darkside  | Justine                |
| 1984—1991 | с | Шоу Косби                  | Cosby Show, The          | Denise Huxtable        |
| 1987      | ф | Сердце ангела              | Angel Heart              | Epiphany Proudfoot     |
| 1987—1988 | с | Другой мир                 | A Different World        | Denise Huxtable        |
| 1990      | ф |                            | Earth Day Special, The   | Denise Huxtable        |
| 1993      | ф | Грабитель банков           | Bank Robber              | Priscilla              |
| 1994      | ф | Смертельная связь          | Dead Connection          | Catherine Briggs       |
| 1994      | ф | Новый Эдем                 | New Eden                 | Lily                   |
| 1998      | ф | Враг государства           | Enemy of the State       | Rachel F. Banks        |
| 2000      | ф | Фанатик                    | High Fidelity            | Marie De Salle         |
| 2002      | ф | Резец небесный             | Lathe of Heaven          | Heather Lelache        |
| 2003      | ф | Байкеры                    | Biker Boyz               | Queenie                |
| 2006      | ф | Whitepaddy                 | Whitepaddy               | Mae Evans              |
| 2008—2009 | с | Жизнь на Марсе             | Life on Mars             | Detective Maya Daniels |
| 2016—2016 | с | Рэй Донован                | Ray Donovan              | Марисоль Кампос        |